# Wassmer CE-43
Pour les articles homonymes, voir Guépard (homonymie).
Le CE-43 « Guépard » est un avion français des années 1970, produit par CERVA sur commande de l'État comme avion d'entraînement et de liaison.

## Conception et développement
Le CE-43 Guépard est une évolution de la famille du Wassmer WA-40, notamment du Super IV/21 dont il reprend le train rentrant et les ailes. 
Il est en construction métallique intégrale, à l'exclusion de la partie cabine qui est réalisée en composite (verre/polyester) et rivetée à la cellule métallique.
Le WA-Super 4/21 avait effectué son premier vol en mars 1967. Il possédait une structure en tubes d'acier et des ailes en contreplaqué entoilées. 
Wassmer Aviation a alors décidé d'en dériver une version métallique, en s'alliant avec Siren SA pour former le Consortium européen de réalisation et de ventes d'avions (CERVA). 
Ces deux avions ont les mêmes dimensions mais le Guépard est plus lourd. 
La motorisation en est confiée à un 6 cylindres à plat Lycoming IO-540-C4B5 de 260 ch à injection avec une hélice Hartzell à pas variable. La vitesse maximale de cette machine s'établit à 189 nœuds et sa vitesse de croisière à 75 % à 10 000 pieds est de 155 nœuds. De même, l'autonomie avec 420 litres d'essence utilisables (embarqués) ressort à 8 heures de vol sans réserve. 
Le prototype du Guépard a effectué son premier vol en mai 1971 et a été exposé au salon du Bourget de cette même année. 
Il a obtenu sa certification le 1er juin 1972. 
L'ingénieur Jacques Lecarme conclut son compte rendu d'essai en vol par [...] ce n'est pas un avion incitant à la fantaisie, mais plutôt un solide pénétrateur de mauvais temps [...]
CERVA a développé par la suite deux nouvelles versions, 
- le CE-44 « Couguar » équipé d'un moteur Continental Tiara-6-285 de 285 hp (213 kW)
- le CE-45 « Léopard » équipé d'un moteur Lycoming TIO-540 de 310 hp (231 kW)

Ces développements ont été interrompus par la mise en liquidation de Wassmer en 1977.

## Fabrication et exploitation
Les éléments du Guépard étaient produits par Siren SA, à Argenton-sur-Creuse, et l'assemblage final, l'équipement et les essais de réception étaient réalisés par Wassmer, à Issoire. 
Le gouvernement français en a commandé cinq exemplaires pour le Service de la Formation Aéronautique (SFA) de l'aviation civile et 18 pour le Centre d'Essais en Vol (CEV). 
Il a ensuite été livré à partir de 1975 à des clients privés. Mais la production en a cessé en 1976, après un total de 44 avions livrés. Parmi ceux-ci, quelques-uns ont été exportés, en particulier vers la Finlande. 
Certains ont été modernisés par la suite (équipement avionique, hélice tripale...)
Il reste aujourd'hui une dizaine de machines civiles sous certificat de navigabilité restreint ou spécial.